# Le Noyer-en-Ouche

Le Noyer-en-Ouche este o comună în departamentul Eure, Franța. În 1 ianuarie 2022 avea o populație de 206 de locuitori.